# Crangon
Crangon is een geslacht van garnalen uit de familie van de Crangonidae.

## Soorten
- Crangon affinis De Haan, 1849
- Crangon alaskensis Lockington, 1877
- Crangon alba Holmes, 1900
- Crangon allmanni Kinahan, 1860
- Crangon amurensis Bražnikov, 1907
- Crangon capensis Stimpson, 1860
- Crangon cassiope De Man, 1906
- Crangon crangon (Linnaeus, 1758) – Gewone garnaal
- Crangon dalli Rathbun, 1902
- Crangon hakodatei Rathbun, 1902
- Crangon handi Kuris & Carlton, 1977
- Crangon holmesi Rathbun, 1902
- Crangon lockingtonii Holmes, 1904
- Crangon nigricauda Stimpson, 1856
- Crangon nigromaculata Lockington, 1877
- Crangon propinquus Stimpson, 1860
- Crangon septemspinosa Say, 1818
- Crangon uritai Hayashi & J. N. Kim, 1999